# マルコ・リヒター
マルコ・リヒター（Marco Richter, 1997年11月24日 - ）は、ドイツ・バイエルン州フリートベルク出身のサッカー選手。ポジションはMF。

## クラブ経歴
2004年から8年間FCバイエルン・ミュンヘンのユースチームで過ごした後、2012年にFCアウクスブルクのユースチームに入団。2014-15シーズンにU-19リーグで25試合7ゴールを決めた後、2015年5月にチームIIに昇格。2015-16シーズンに4部リーグで18試合7ゴールを記録。翌2016-17シーズンはチームIIで27試合23ゴールを記録。2016年7月の試合では、1試合7ゴールを決め、注目された。
2017-18シーズン途中にトップチームに昇格し、2017年10月14日のTSG1899ホッフェンハイム戦でブンデスリーガデビュー。2018年2月4日のアイントラハト・フランクフルト戦でプロ初ゴールを決め、3-0で勝利。5月28日にはアウクスブルクと2023年までの契約を締結。以降先発に定着し、2019-20シーズンはリーグ戦31試合4ゴールを記録。2020-21シーズン開幕前には1.FCケルンが、リヒターの獲得に乗り出したものの、アウクスブルク側はケルンのオファーを退けたと言われている。
2021年8月9日、ヘルタ・ベルリンに移籍することが発表された。
2023年8月22日、1.FSVマインツ05に移籍した。

## 代表歴
2019年にU-21のドイツ代表としてUEFA U-21欧州選手権に出場。同大会でも5試合で3ゴールまで決めるなど活躍したものの、決勝戦でスペインに敗れ、準優勝に終わった。